# Gógánfa
Gógánfa je vas na Madžarskem, ki upravno spada pod podregijo Sümegi Županije Veszprém.